# ایرکالین
ایرکالین (به انگلیسی: Aircalin) یک شرکت هواپیمایی با کد یاتا SB است که در تاریخ ۱۹۸۳ میلادی تأسیس شده‌است. دفتر مرکزی ایرکالین در نومئا، کالدونیای جدید واقع شده‌است و قطب این شرکت هواپیمایی در فرودگاه بین‌المللی لا تنتوتا قرار دارد و به ۱۱ مقصد، پرواز مستقیم انجام می‌دهد.

## مقصدهای پروازی
مقصدهای پروازی ایرکالین به شرح زیر است:
| شهر         | کشور           | فرودگاه                          | منابع |
| ----------- | -------------- | -------------------------------- | ----- |
| آوکلند      | نیوزلند        | فرودگاه اوکلند                   |       |
| بریزبن      | استرالیا       | فرودگاه بریزبن                   |       |
| ملبورن      | استرالیا       | فرودگاه ملبورن                   |       |
| نادی (شهر)  | فیجی           | فرودگاه بین‌المللی نادی           |       |
| نومئا       | کالدونیای جدید | فرودگاه بین‌المللی لا تنتوتا[Hub] |       |
| اوساکا      | ژاپن           | فرودگاه بین‌المللی کانزای         |       |
| پاپیته      | پلی‌نزی فرانسه  | فرودگاه بین‌المللی فاآ            |       |
| پورت ویلا   | وانواتو        | فرودگاه بین‌المللی باورفیلد       |       |
| سیدنی       | استرالیا       | فرودگاه سیدنی                    |       |
| توکیو       | ژاپن           | فرودگاه بین‌المللی ناریتا         |       |
| جزیره والیس | والیس و فوتونا | فرودگاه ایئیفو                   |       |

### توافق مقصدهای مشترک
ایرکالین با خطوط هوایی زیر توافق مقصدهای مشترک دارد:
- ایر فرانس
- ایر نیوزیلند
- ایر تاهیتی نوی
- آل نیپون ایرویز
- کانتاس